# Trogloraptoridae
Trogloraptoridae is een familie van spinnen. De familie telt 1 soort.
Het geslacht is Trogloraptor genoemd, vanwege zijn habitat (troglo = grot), en enorme klauwen (raptor = dief).
De spin is in 2012 ontdekt in de oerbossen in het zuiden van de Amerikaanse staat Oregon, nabij Grants Pass. De soort Trogloraptor marchingtoni is vernoemd naar zijn ontdekker, Neil Marchington, een amateur-bioloog.

## Taxonomie
- Geslacht Trogloraptor
  - Trogloraptor marchingtoni